# Apink
Apink (hangul: 에이핑크) är en sydkoreansk tjejgrupp bildad 2011 av Plan A Entertainment.
Gruppen består av de sex medlemmarna Chorong, Bomi, Eunji, Naeun, Namjoo och Hayoung.

## Medlemmar
| Födelsenamn    | Födelsenamn | Födelsedatum      | Medlemstid |           |           |
| Romanisering   | Hangul      | Födelsedatum      | Medlemstid |           |           |
| Nuvarande      | Nuvarande   | Nuvarande         | Nuvarande  | Nuvarande | Nuvarande |
| -------------- | ----------- | ----------------- | ---------- | --------- | --------- |
| Park Cho-rong  | 박초롱      | 3 mars 1991       | 2011-idag  |           |           |
| Yoon Bo-mi     | 윤보미      | 13 augusti 1993   | 2011-idag  |           |           |
| Jung Eun-ji    | 정은지      | 18 augusti 1993   | 2011-idag  |           |           |
| Son Na-eun     | 손나은      | 10 februari 1994  | 2011-idag  |           |           |
| Kim Nam-joo    | 김남주      | 15 april 1995     | 2011-idag  |           |           |
| Oh Ha-young    | 오하영      | 19 juli 1996      | 2011-idag  |           |           |
| Tidigare       |             |                   |            |           |           |
| Hong Yoo-kyung | 홍유경      | 22 september 1994 | 2011-2013  |           |           |

## Diskografi

### Album
| Albuminformation                                           | Topplacering          | Topplacering   |           |
| Albuminformation                                           | Sydkorea (Gaon Chart) | Japan (Oricon) |           |
| Koreanska                                                  | Koreanska             | Koreanska      | Koreanska |
| ---------------------------------------------------------- | --------------------- | -------------- | --------- |
| Seven Springs of A Pink (EP-skiva) - Släppt: 19 april 2011 | 6                     | —              |           |
| Snow Pink (EP-skiva) - Släppt: 22 november 2011            | 7                     | —              |           |
| Une Annee (Studioalbum) - Släppt: 9 maj 2012               | 4                     | —              |           |
| Secret Garden (EP-skiva) - Släppt: 5 juli 2013             | 2                     | 81             |           |
| Pink Blossom (EP-skiva) - Släppt: 31 mars 2014             | 2                     | 59             |           |
| Pink Luv (EP-skiva) - Släppt: 24 november 2014             | 1                     | 53             |           |
| Pink Memory (Studioalbum) - Släppt: 21 juli 2015           | 2                     | 36             |           |
| Pink Revolution (Studioalbum) - Släppt: 26 september 2016  | 2                     | 39             |           |
| Pink Up (EP-skiva) - Släppt: 26 juni 2017                  | 1                     | 49             |           |
| Miracle (Singelalbum) - Släppt: 19 april 2018              | 6                     | –              |           |
| One & Six (Studioalbum) - Släppt: 2 juli 2018              | 1                     | 58             |           |
| Japanska                                                   |                       |                |           |
| Pink Season (Studioalbum) - Släppt: 26 augusti 2015        | —                     | 5              |           |
| Pink Doll (Studioalbum) - Släppt: 21 december 2016         | —                     | 10             |           |
| Pink Stories (Studioalbum) - Släppt: 27 december 2017      | —                     | 20             |           |

### Singlar
| År        | Titel                  | Topplacering          | Topplacering   |
| År        | Titel                  | Sydkorea (Gaon Chart) | Japan (Oricon) |
| Koreanska | Koreanska              | Koreanska             | Koreanska      |
| --------- | ---------------------- | --------------------- | -------------- |
| 2011      | "I Don't Know"         | 20                    | —              |
| 2011      | "It Girl"              | 47                    | —              |
| 2011      | "My My"                | 16                    | —              |
| 2012      | "April 19th"           | 44                    | —              |
| 2012      | "Hush"                 | 11                    | —              |
| 2012      | "Bubibu"               | 20                    | —              |
| 2013      | "NoNoNo"               | 3                     | —              |
| 2014      | "Good Morning Baby"    | 6                     | —              |
| 2014      | "Mr. Chu"              | 2                     | —              |
| 2014      | "Luv"                  | 2                     | —              |
| 2015      | "Promise U"            | 16                    | —              |
| 2015      | "Remember"             | 2                     | —              |
| 2016      | "The Wave"             | 16                    | —              |
| 2016      | "Only One"             | 5                     | —              |
| 2016      | "Cause You're My Star" | 25                    | —              |
| 2017      | "Always"               | 32                    | —              |
| 2017      | "Five"                 | 4                     | —              |
| 2018      | "I’m So Sick"          | 7                     | TBA            |
| Japanska  |                        |                       |                |
| 2014      | "NoNoNo"               | —                     | 4              |
| 2015      | "Mr. Chu"              | —                     | 2              |
| 2015      | "Luv"                  | —                     | 2              |
| 2015      | "Sunday Monday"        | —                     | 6              |
| 2016      | "Brand New Days"       | —                     | 11             |
| 2016      | "Summer Time"          | —                     | 2              |
| 2017      | "Bye Bye"              | —                     | 5              |
| 2017      | "More Go! Go!"         | —                     | 9              |
| 2017      | "Orion"                | —                     | 7              |